# Registro informatico dei protesti
Il Registro informatico dei protesti è un registro pubblico italiano, aggiornato mensilmente a cura delle Camere di commercio, nel quale sono pubblicati i protesti, levati nel territorio di competenza, relativi al mancato pagamento di assegni (bancari e postali), cambiali accettate e vaglia cambiari.

## Storia
Prima dell'istituzione del registro, la pubblicazione dell'elenco dei protesti per mancato pagamento di vaglia cambiari era regolata dalla legge n. 77 del 12 febbraio 1955.
La legge n. 235 del 18 agosto 2000,  attraverso l'istituzione del registro informatico dei protesti e della disciplina relativa alla cancellazione dei protesti dal registro medesimo, ha sostituito, a far data dal 15 maggio 2000, secondo quanto stabilito dal D.M. n. 316 de 9 agosto 2000, la pubblicazione informatica alla pubblicazione del bollettino cartaceo dei protesti.

## Disciplina
Per tutelare chi abbia rapporti economici con il protestato, il protesto è oggetto di pubblicità: i protesti vengono pertanto resi noti mediante un registro informatico, aggiornato mensilmente in base al dettato della legge 235/2000, entrata in vigore il 27 dicembre dello stesso anno.
Nel Registro informatico, consultabile anche on-line, vengono inserite tutte le informazioni relative al protesto contestato, compresi i dati anagrafici del protestato; ciascun protesto è conservato nel Registro informatico per cinque anni dalla data di registrazione.
Poiché i protestati censiti nel registro informatico, non avendo una buona reputazione creditizia, hanno difficoltà ad ottenere prestiti o mutui, è previsto che il debitore che paghi il titolo protestato entro 12 mesi dalla levata del protesto, abbia il diritto di ottenere la cancellazione del proprio nome dal registro.